# Natrijev jodid
Natrijev jodid je kemijski spoj natrija i joda. U prirodi se javlja u obliku bijelog kristalnog praha ili soli. Kemijska formula natjieva jodida glasi NaI. Industrijski se dobiva dodavanjem jodovih aninona natrijevom hidroksidu.

## Osobine
Natrijev jodid ima kristalnu strukturu u kojoj se pravilno izmijenjuju natrijevi kationi i jodovi anioni. U prirodi se javlja u čvrstom agregacijskom stanju, ali zahvaljujući visokom udjelu joda u spoju može sublimirati, odnosno i čvrstog stanja izravno prijeći u plinovito. Zbog visokog tališta i vrelišta teško prelazi u tekuće agregatno stanje. Relativna atomska masa natrijeva jodida iznosi 149,89.
NaI najbolje se otapa u vodi i to povišenjem temperature otapala. Tako se na 25 °C na 100 grama otapala otopi 184 grama, dok se na 100 °C, dakle na temperaturi vrelišta vode, u 100 grama vode otopi 302 grama natrijeva jodida. Osim u vodi, najbolje se otapa i u amonijaku (162 g/L), metanolu (62,5 -83 g/L) i mravljoj kiselini (61,8 g/L), ali na temperaturama između 20 i 25 stupnjeva celzijusa. S druge strane, slabo se otapa u dimetilformamidu i diklormetanu.

## Upotreba
Zahvaljujući znatnom udjelu joda u spoju, natrijev jodid koristi se kao lijek protiv gušavosti. Jod iz spoja smanjuje širenje štitnjače utjecanjem na rad njezinih hormona na način da šalje poruku hipofizi kako bi smanjila povećanu proizvodnju hormona i poslala veće količine tiroksina. Natrijev jodid osim sprječavanja gušaosti potiče rad žlijezda slinovnica i time proizvodnju pljuvačke, a istovremeno sprječava nakupljanje radioaktivnog joda u štitnjači i time štiti od zračenja.
U medicini se u vrlo malim koliničinama koristi za liječenje sljedećih bolesti:
- za liječenje gušavosti;
- u blago radioaktivnom obliku za sprječavanje oboljenja štitnjače;
- kao anestetik prije kirurškog zahvata;
- za liječenje astme i nekih plućnih oboljenja;
- za krvarenje na rožnici i kod neprozirnosti iste;
- kod konjuktivitisa li manjih očnih upala uzrokovanih vjetrom, pijeskom ili sl.;
- kao dio kompleks-terapije u liječenju sifilisa.

Natrijev jodid može izazvati alergijsku reakciju kod osoba alergičnih na jod. Ne smije se koristiti u liječenju bubrega, akni i sličnih izraslina na koži, u trudnoći i kod liječenja sušice (tuberkuloze).
Kao lijek, NAI unosi se uglavnom oralno, a u teškim slučajeima izravno u vene (intravenozno). Ako se pije kao tableta, pije se s mlijekom ili nekom zjenom za mlijeko kod osoba alergičnih na mliječni šečer (laktozu). U bolnicama se zna unositi i putem injekcije, odnosno ubrizgavanjem u krv. Predoziranje natrijevim jodidom može dovesti do jodizma, čiji su simptomi jako lupanje srca, snažna osjetljivost na svjetlo, groznica, razdražljivost i nesanica.